# Адам Седжвік
А́дам Се́джвік (англ. Adam Sedgwick; 23 березня 1785, Йоркшир — 27 січня 1873, Кембридж) — британський вчений, один з основоположників сучасної геології. Увів поняття девонського і згодом — кембрійського геологічних періодів (останню назву він запропонував після вивчення шарів валлійських гірських порід).

## Біографія
Народився в сім'ї англіканського пастора. Закінчив Триніті-коледж, де вивчав теологію і математику, згодом захопився геологією. Основні наукові праці стосуються вивчення палеозойських відкладень у Великій Британії, Бельгії, Німеччині. Професор Кембридзького університету (1818—1872)

## Наукова діяльність

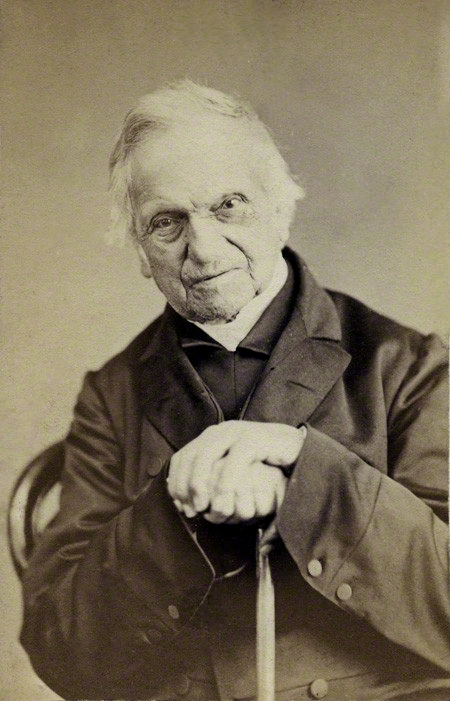
А. Седжвік, 1867

Він створив класифікацію кембрійських порід (1835) і разом з Родеріком Мерчісоном займався вивченням карбонського та раннього девонського періодів (1839). 1821 року став членом Лондонського королівського товариства.
До кінця життя залишався глибоко віруючою людиною і стверджував, що всі відкриття доводять розвиток життя згідно з вченням Біблії. У 1820-х роках був послідовником катастрофізму, проте після статті Чарльза Лаєлла у 1830 році змінив свою думку. Одним з його студентів був Чарлз Дарвін, з яким у нього склалися хороші стосунки (настільки, що Дарвін писав листи до А. Седжвіка, перебуваючи в плаванні на кораблі HMS Beagle). Адам Седжвік згодом різко критикував і відкидав теорію еволюції Дарвіна, що, однак, не заважало йому залишатися другом Дарвіна до самої своєї смерті.

## Праці А. Седжвіка
- Sedgwick, Adam. On the origin of alluvial and diluvial formations. — London : Printed by C. Baldwin, 1925. — 39 с.
- Sedgwick А.. Remarks on the structure of large mineral masses, and especially on the chemical changes produced in the aggregation of stratified rocks during different periods after their deposition // Trans. Geol. Soc. Lond.. — London, 1835. — Вип. II. — С. 461-486.
- Sedgwick, Adam. Discourse on the studies of the university of Cambridge. — 5 edition (July 20, 2009). — Cambridge University Press, 1850. — 776 с. — ISBN 1108001998.
- Sedgwick, Adam, and McCoy, Frederick, and Salter, John William. A Synopsis of the Classification of the British Palaeozoic Rocks / Adam Sedgwick. — London : J.W. Parker and Son, 1855. — 662 с.